# Рок Крепен Мфані Піно
Рок Крепен Мфані Піно — (* 1972, Браззавіль, Конго) — конголезький дитячий письменник.

## Біографія
Рок Крепен Мфані Піно народився 1972 року у столиці Республіки Конґо Браззавілі. Уже понад двадцять років мешкає в Європі: у Франції, Румунії, Німеччині, Нідерландах, Австрії. Здобув у 2011 році медичну освіту, працює медбратом при Віденському об'єднанні закладів медицини. 2012 року одержав освіту бізнес-коуча, вчиться на соціального працівника.
Визнання йому принесла книга «Африканські казки», створена у союзі з ілюстратором Крістофом Родлером. Автор працював над книгою з 2006 року. Писав, не задумуючись про майбутню книгу і лише у 2012 році розпочав професійно працювати над нею разом із літературно групою «Тринадцять кроків».

## Рок Крепен Мфані Піно та Україна
Автор був гостем Львівського форуму видавців у 2017 році, під час якого 13 вересня у «Першому театрі» відбулася презентація українського перекладу його книги «Африканські казки». Презентація книги відбулася у формі вистави за участю київського театру «Колесо». На події були присутні не лише письменник та художник, але й директор видавництва «Чорні вівці» із міста Чернівці Василь Дроняк і перекладач книги — Володимир Кам'янець.

## Українські переклади
- 2017 — «Африканські казки» переклад Володимира Кам'янця (видавництво «Чорні вівці»[4])